# Villa romana di Centcelles

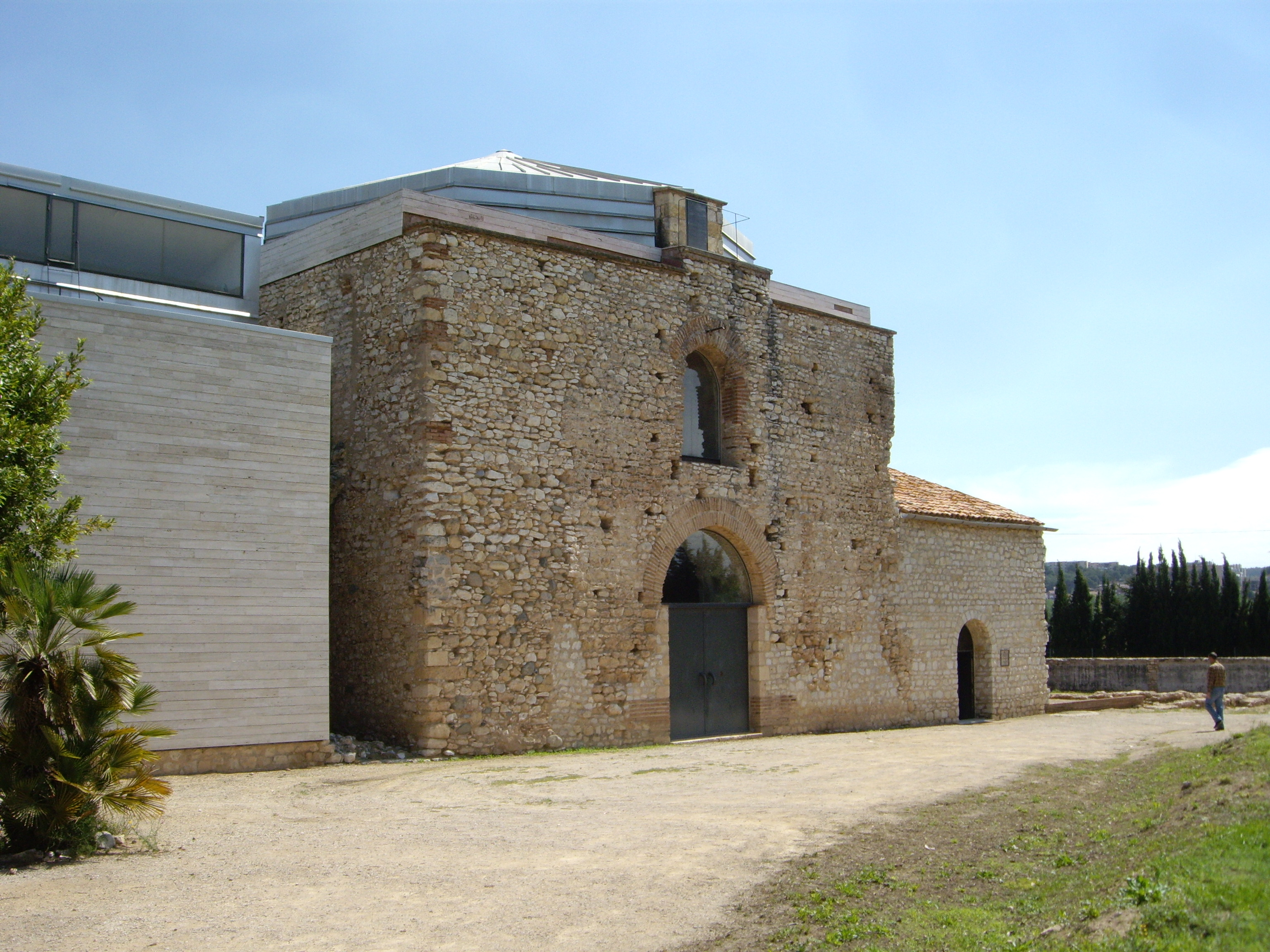
Il Mausoleo di Centcelles

La villa romana di Centcelles è uno dei monumenti romani più importanti della Spagna. Edificata nel territorio dell'attuale comune di Constantí, a 7 km dalla città di Tarragona (l'antica Tarraco). La presenza di un mausoleo con affreschi paleocristiani e mosaici nella cupola fa di questo edificio uno dei più importanti dell'arte romana in Spagna; si ritiene che il mausoleo sia stato eretto per ospitare la tomba dell'imperatore Costante I, figlio di Costantino I, ucciso nel 350 in località oppidum Helena. Insieme al «Complesso archeologico di Tárraco», di cui fa parte, è stata inserita nella lista dei siti patrimonio dell'umanità dell'UNESCO.

## Storia e struttura della villa
Centcelles si trova tra il fiume Francolí e la città di Constantí, lungo la strada romana che porta dalla città di Tarraco all'entroterra della provincia romana dell'Hispania Tarraconensis.
Il sito fu studiato dall'Istituto archeologico germanico a partire dal 1956. La fase più antica e peggio documentata è quella repubblicana, epoca di prima occupazione del sito. Nel I-II secolo vi fu eretta una villa, di cui è nota solo la parte agricola, con i dolia per la conservazione dei prodotti. Nel III secolo il complesso fu rinnovato, per poi essere abbandonato alla fine di quel secolo o all'inizio del successivo.
Nel IV secolo il complesso fu completamente rinnovato, ridisponendolo in direzione est-ovest al di sopra delle strutture precedenti; il complesso tardo-imperiale aveva una facciata di 90 m e una pianta rettangolare includeva la zona termale e due sale coperte a cupola. La zona termale era collegata a un complesso di stanze insistenti su di una corte interna, a oriente della quale vi sono due sale a cupola, una quadrilobata, l'altra circolare. Il complesso è completato da un corpo orientale.
Il progetto fu però modificato in corso d'opera: a una delle due sale a cupola (diametro 10,70 m, altezza 13,60 m) fu aggiunta una cripta e la sala fu convertita a mausoleo (è questa l'unica delle due sale conservatasi), il complesso termale non fu terminato, ma fu sostituito in seguito con un complesso più piccolo.

## Mausoleo

### Affreschi
Solo piccoli frammenti dell'affresco si sono conservati: una scena di caccia, un ritratto femminile, alcuni edifici, forse i resti di una raffigurazione urbana.

### Mosaici

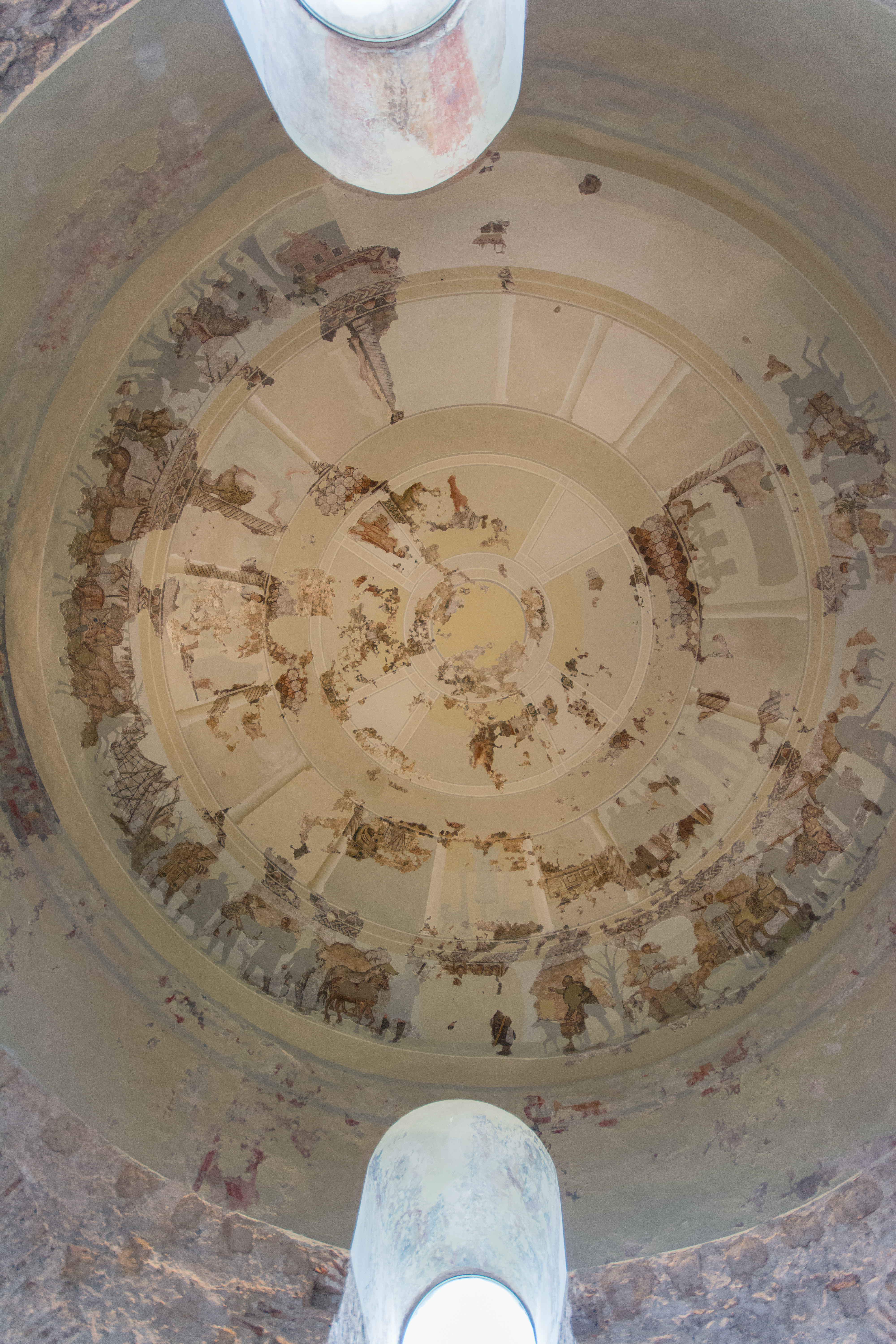
Vista generale dei mosaici della cupola

Il mosaico della cupola è diviso in quattro fasce concentriche, separate da motivi geometrici.
La fascia più esterna raffigura una scena di caccia; la seconda fascia raffigura sedici scene tratte dall'Antico e dal Nuovo Testamento, tra cui quella del Buon Pastore.
La fascia più piccola è divisa in otto scene, di cui quattro raffiguranti le stagioni e quattro personaggi in trono, alcuni dei quali indossano vesti e decorazioni in oro e porpora, riservate agli imperatori.
La sommità della decorazione musiva è separata dalla fascia precedente da una decorazione geometrica; di essa restano alcune teste.